# قضية مسلمة
المُسَلَّمات قضايا تسلم من الخصم ويبنى عليها الكلام لدفعه، سواء كانت مسلمة بين الخصمين، أو بين أهل العلم، كتسليم الفقهاء مسائل أصول الفقه، كما يستدل الفقيه على وجوب الزكاة في حلي المبالغة، بقوله صلى الله عليه وسلم «في الحلي زكاة»، فلو قال الخصم: هذا خبر واحد ولا نسلم أنه حجة، فنقول له: قد ثبت هذا في علم أصول الفقه، ولا بد أن تأخذه ها هنا.